# Hilary R. W. Johnson
Hilary R. W. Johnson, né le 1er juin 1837 à Monrovia et mort en 1901, est le onzième président du Liberia entre 1884 et 1892. Il est le premier président libérien né au Libéria. Il a comme descendant Ellen Johnson Sirleaf